# Tony Christie
Tony Christie, nome d'arte di Anthony Fitzgerald (25 aprile 1943), è un cantante, musicista e attore britannico.

## Biografia
Tony Christie ha fatto il suo esordio nel 1971 con due canzoni tra pop e rock: I Did What I Did for Maria, che ha raggiunto la seconda posizione nella classifica inglese dei singoli, e Is This The Way To Amarillo. Due anni dopo Avenues and Alleyways gli ha dato grande popolarità per essere stato inserito nella serie tv The Protectors.
Nel 1976 Christie è stato tra gli interpreti dell'edizione originale di Evita nel ruolo di Agustín Magaldi e ha inciso la canzone The Queen Of The Mardi Gras, che per poco non si è qualificata all'Eurovision Song Contest. In seguito Christie ha preso parte a diversi altri musical e anche a qualche film.
Negli anni ottanta Tony Christie ha avuto più successo nell'area germanica che in patria. Per il mercato tedesco il cantante ha inciso appositamente una serie di album, in cui si è allineato al genere schlager, ottenendo vari dischi di platino.
Nel 2005 Christie ha registrato nuovamente Is This The Way To Amarillo, questa volta in duetto con Peter Kay: il singolo è risultato il più venduto dell'anno nel Regno Unito, dopo essere rimasto in testa per diverse settimane, e ha ricevuto il disco d'oro. I proventi sono andati a Comic Relief.
Tra gli artisti con cui Tony Christie ha collaborato nel corso della sua carriera vi è soprattutto Jarvis Cocker. Negli anni novanta Christie ha contribuito all'affermazione di Rosanna Rocci, ospite più volte nei suoi concerti.
Nel 2023 ha fatto sapere di essere affetto da demenza. 

## Vita privata
Ha tre figli, nati dal suo unico matrimonio, celebrato nel 1968. 

## Discografia

### Album in studio
- 1971 - Tony Christie (MCA)
- 1973 - With Loving Feeling (MCA)
- 1974 - It's Good to Be Me (MCA)
- 1974 - From America with Love (MCA)
- 1975 - I'm Not in Love (MCA)
- 1980 - Ladies' Man (RCA Victor)
- 1982 - Time and Tears (RCA Victor)
- 1983 - As Long as I Have You (RCA Victor)
- 1983 - Country Roads (RCA)
- 1991 - Welcome to My Music (White)
- 1992 - Welcome to My Music 2 (White)
- 1993 - In Love Again (White/BMG)
- 1994 - Calypso and Rum (White/BMG)
- 1996 - This Is Your Day (Intercord)
- 1998 - Time for Love (EMI)
- 2001 - Weihnachten mit Tony Christie (con SWR Big Band) (JTC Music/SR International)
- 2002 - Worldhits and Love-Songs (Da Music)
- 2006 - Simply in Love (Tug)
- 2008 - Made in Sheffield (Autonomy)
- 2011 - Now's the Time! (Acid Jazz Records)
- 2015 - The Great Irish Songbook (con Ranagri) (Wrasse)

### Album dal vivo
- 1972 - Recital at the Festival the "Golden Orpheus '72" (Balankton)
- 1975 - Live (MCA)
- 2005 - Tony Christie at the V Festival – Live! (Prism Leisure)

### Raccolte
- 1976 - Best of Tony Christie (MCA)
- 1978 - So Deep in the Night (Music for Pleasure)
- 1982 - Das beste von Tony Christie (MCA)
- 1982 - Greatest Hits (J&B)
- 1985 - The Hit Single Collection (MCA)
- 1990 - Castle Music Collection (Castle Communications)
- 1999 - The Greatest Hollywood Movie Songs (Edel)
- 2005 - Definitive Collection (Universal Music TV)
- 2006 - The Legend That Is... Tony Christie - All the Hits and More (Xtra)
- 2008 - The Essential Collection (The Red Box)
- 2012 - Best of - Die größten Hits aus 50 Jahren (Telamo)
- 2015 - 50 Golden Greats (Wrasse)
- 2016 - Sweet September - Greatest Hits (Telamo)

### Singoli
- 1966 - Life's Too Good to Waste (con The Trackers)
- 1967 - Turn Around
- 1968 - I Don't Want to Hurt You Anymore
- 1968 - My Prayer
- 1970 - God Is on My Side
- 1970 - Las Vegas
- 1970 - So Deep in the Night
- 1971 - I Did What I Did for Maria
- 1971 - Have You Ever Been to Georgia?
- 1971 - (Is This the Way to) Amarillo
- 1972 - Don't Go Down to Reno
- 1972 - My Love Song
- 1972 - Avenues and Allyeways
- 1972 - What Becomes of My World
- 1973 - No vayas a Reno
- 1973 - Love and Rainy Weather
- 1973 - You Just Don't Have the Magic Anymore
- 1974 - A Lover's Question
- 1974 - Here Comes My Baby Back Again
- 1974 - If You Stay Too Long in Oklahoma
- 1974 - Happy Birthday Baby
- 1975 - If I Miss You Again Tonight
- 1975 - Words (Are Impossible)
- 1975 - Easy to Love
- 1975 - Drive Safely Darlin
- 1976 - Queen of the Mardi Gras
- 1977 - On This Night of a Thousand Stars
- 1977 - Smile a Little Smile for Me
- 1977 - Stolen Love
- 1977 - Magdalena (feat. Dana Gillespie)
- 1979 - Sweet Septembers
- 1980 - Train to Yesterday
- 1980 - Mexico City
- 1981 - Summer Wine
- 1981 - Put a Light in Your Window
- 1982 - Me and Marie
- 1982 - Long Gone
- 1983 - Te voglio mi' amor' (I Want You My Love)
- 1985 - The Wind Beneath My Wings
- 1987 - Battle of Wounded Pride
- 1988 - Keep on Dancing
- 1990 - Kiss in the Night
- 1990 - Semptember Love
- 1991 - Moonlight and Roses
- 1991 - Come with Me to Paradise
- 1991 - Going to Havana
- 1992 - You Are My Darling
- 1992 - Arrivederci
- 1992 - Down in Mexico
- 1993 - Dancing in the Sunshine
- 1993 - Come Back Diana
- 1993 - Solitaire
- 1994 - Go to Be Mine
- 1994 - Calypso and Rum
- 1995 - We're Gonna Stay Together (con Vicky Léandros)
- 1995 - Dreaming of Natalie
- 1995 - Moon Over Napoli
- 1996 - Oh mi amor
- 1997 - Hit Mix
- 1998 - Never Say Auf Wiedersehn
- 2002 - Baby Come Back
- 2005 - (Is This the Way to) Amarillo (feat. Peter Kay)
- 2005 - (Is This the Way to) Amarillo (con Hermes House Band)
- 2005 - Merry Xmas Everybody
- 2006 - (Is This the Way to) the World Cup
- 2009 - If I Had a Hammer
- 2010 - Nobody in the World
- 2011 - Now's the Time!
- 2011 - Steal the Sun
- 2016 - Star of the County Down (con Ranagri)

Come artista ospite
- 1999 - Walk like a Panther (All Seeing I feat. Tony Christie)